# Längdhopp för herrar i friidrott vid olympiska sommarspelen 2004
Längdhopp, herrar vid olympiska sommarspelen 2004 genomfördes i Atens Olympiastadion den 24 och 26 augusti.

## Medaljörer
| Event     | Guld                | Guld   | Silver           | Silver | Brons                      | Brons  |
| Längdhopp | Dwight Phillips USA | 8,59 m | John Moffitt USA | 8,47 m | Joan Lino Martínez Spanien | 8,32 m |

## Resultat
Alla resultat visas i meter.

Q automatiskt kvalificerad.

q ett av de bästa resultaten därutöver.

DNS startade inte.

DNF kom inte i mål.

OR markerar olympiskt rekord.

NR markerar nationsrekord.

PB markerar personligt rekord.

SB markerar bästa resultat under säsongen.

NM markerar ej resultat

DSQ markerar diskvalificerad eller utesluten.

### Kval

#### Grupp A
| Placering | Namn                | Nationalitet | 1           | 2           | 3           | Märke | Noteringar |
| --------- | ------------------- | ------------ | ----------- | ----------- | ----------- | ----- | ---------- |
| 1         | Dwight Phillips     | USA          | 8.31 (–0.1) | 0.00        | 0.00        | 8.31  | Q          |
| 2         | John Moffitt        | USA          | 7.80 (–0.8) | 8.17 (+0.1) | 0.00        | 8.17  | Q          |
| 3         | Joan Lino Martínez  | Spanien      | 8.10 (–0.1) | 0.00        | 0.00        | 8.10  | Q          |
| 4         | Bogdan Ţăruş        | Rumänien     | 7.95 (+0.3) | 8.08 (–0.1) | 0.00        | 8.08  | q          |
| 5         | Iván Pedroso        | Kuba         | 8.05 (+0.1) | x           | 8.04 (–0.5) | 8.05  | q          |
| 6         | Ignisious Gaisah    | Ghana        | x           | 7.84 (+0.4) | 8.05 (+0.2) | 8.05  | q          |
| 7         | Kafétien Gomis      | Frankrike    | x           | 7.99 (+1.2) | x           | 7.99  |            |
| 8         | Kiril Sosunov       | Ryssland     | x           | 7.94 (+0.1) | 7.76 (0.0)  | 7.94  |            |
| 9         | Nikolaj Atanasov    | Bulgarien    | x           | 7.88 (+0.3) | 7.90 (–0.5) | 7.90  |            |
| 10        | Volodjmjr Zjuskov   | Ukraina      | x           | 7.88 (–0.1) | x           | 7.88  |            |
| 11        | Nicola Trentin      | Italien      | 7.86 (+0.1) | x           | x           | 7.86  |            |
| 12        | Gable Garenamotse   | Botswana     | 7.78 (–0.1) | 7.16 (+0.2) | 7.45 (–0.7) | 7.78  |            |
| 13        | Siniša Ergotić      | Kroatien     | 7.77 (0.0)  | 7.73 (+0.4) | x           | 7.77  |            |
| 14        | Ndiss Kaba Badji    | Senegal      | 7.47 (0.0)  | 7.65 (–0.7) | 7.74 (–0.5) | 7.74  |            |
| 15        | Shinichi Terano     | Japan        | 7.57 (–1.0) | 7.58 (+0.1) | 7.70 (+0.9) | 7.70  |            |
| 16        | Yahya Berrabah      | Marocko      | 7.53 (–0.2) | 7.62 (+1.3) | 7.19 (0.0)  | 7.62  |            |
| 17        | Zhou Can            | Kina         | 7.36 (+0.3) | 7.47 (–0.1) | x           | 7.47  |            |
| 18        | Dimitrios Filindras | Grekland     | x           | 7.45 (+0.2) | 7.42 (–0.4) | 7.45  |            |
| 19        | Tamás Margl         | Ungern       | 7.38 (0.0)  | 7.22 (0.0)  | x           | 7.38  |            |
| 20        | Gregor Cankar       | Slovenien    | 5.04 (–0.2) | x           | 7.32 (–0.6) | 7.32  |            |
| 21        | Dimitrios Serelis   | Grekland     | x           | x           | x           | NM    |            |

#### Grupp B
| Placering | Namn                      | Nationalitet   | 1           | 2           | 3           | Märke | Noteringar |
| --------- | ------------------------- | -------------- | ----------- | ----------- | ----------- | ----- | ---------- |
| 1         | Jonathan Chimier          | Mauritius      | 8.28 (0.0)  | 0.00        | 0.00        | 8.28  | Q, NR      |
| 2         | Christopher Tomlinson     | Storbritannien | 7.76 (+0.3) | 8.23 (+0.6) | 0.00        | 8.23  | Q, SB      |
| 3         | James Beckford            | Jamaica        | 8.20 (+0.3) | 0.00        | 0.00        | 8.20  | Q          |
| 4         | Vitalij Sjkurlatov        | Ryssland       | 8.09 (+0.1) | x           | x           | 8.09  | q          |
| 5         | Salim Sdiri               | Frankrike      | 8.08 (–0.5) | x           | x           | 8.08  | q          |
| 6         | Yago Lamela               | Spanien        | 7.95 (+0.4) | 8.06 (+0.1) | 8.06 (+0.3) | 8.06  | q, =SB     |
| 7         | Petar Datjev              | Bulgarien      | 8.05 (+0.4) | x           | 7.83 (–1.0) | 8.05  |            |
| 8         | Víctor Castillo           | Venezuela      | 7.70 (0.0)  | 7.62 (+0.7) | 7.98 (+0.6) | 7.98  |            |
| 9         | Kareem Streete-Thompson   | Caymanöarna    | x           | 7.85 (+0.7) | 7.68 (+0.8) | 7.85  |            |
| 10        | Osbourne Moxey            | Bahamas        | 7.81 (–0.1) | 7.80 (+0.5) | 7.66 (+0.6) | 7.81  |            |
| 11        | Loúis Tsátoumas           | Grekland       | 6.99 (+0.4) | 7.81 (+0.4) | x           | 7.81  |            |
| 12        | Walter Davis              | USA            | 7.37 (+0.4) | 7.70 (+0.1) | 7.80 (–0.9) | 7.80  |            |
| 13        | Tarik Bouguetaïb          | Marocko        | 7.79 (–0.4) | 7.63 (–0.2) | x           | 7.79  |            |
| 14        | Yann Domenech             | Frankrike      | 7.56 (0.0)  | 7.73 (+0.5) | x           | 7.73  |            |
| 15        | Nils Winter               | Grekland       | 7.51 (+0.2) | 7.41 (+0.1) | x           | 7.51  |            |
| 16        | Jadel Gregório            | Brasilien      | 7.50 (+0.4) | x           | x           | 7.50  |            |
| 17        | Gaspar Araújo             | Portugal       | x           | 7.27 (+0.1) | 7.49 (+0.3) | 7.49  |            |
| 18        | Irving Saladino           | Panama         | x           | 7.28 (+0.2) | 7.42 (+0.8) | 7.42  |            |
| 19        | Abdulrahman Faraj Al Nubi | Qatar          | x           | 7.41 (–0.1) | 7.26 (0.0)  | 7.41  |            |
|           | Oleksij Lukasjevitj       | Ukraina        | 0.00        | 0.00        | 0.00        | DNS   |            |

### Final
| Placering | Idrottare                   | Märke | 1    | 2    | 3    | 4    | 5    | 6    | Noteringar |
| --------- | --------------------------- | ----- | ---- | ---- | ---- | ---- | ---- | ---- | ---------- |
|           | Dwight Phillips (USA)       | 8.59  | 8.59 | 8.35 | x    | x    | x    | x    |            |
|           | John Moffitt (USA)          | 8.47  | 8.10 | 8.28 | 7.85 | 8.19 | 8.47 | 8.24 | PB         |
|           | Joan Lino Martínez (ESP)    | 8.32  | 7.79 | 8.32 | 8.02 | 8.06 | 8.06 | x    | PB         |
| 4         | James Beckford (JAM)        | 8.31  | 8.15 | 8.15 | 8.31 | 8.12 | x    | x    | =SB        |
| 5         | Christopher Tomlinson (GBR) | 8.25  | 8.25 | 8.04 | 8.11 | 8.09 | 8.05 | 7.92 |            |
| 6         | Ignisious Gaisah (GHA)      | 8.24  | 8.01 | 8.06 | 8.24 | 8.12 | 8.09 | x    |            |
| 7         | Iván Pedroso (CUB)          | 8.23  | 8.19 | 8.09 | 8.23 |      |      |      | SB         |
| 8         | Bogdan Tarus (ROM)          | 8.21  | 8.21 | 8.08 | 8.16 |      |      |      |            |
| 9         | Vitalij Sjkurlatov (RUS)    | 8.04  | 7.88 | 8.04 | x    |      |      |      |            |
| 10        | Jonathan Chimier (MRI)      | 8.03  | 8.03 | 7.79 | 6.78 |      |      |      |            |
| 11        | Yago Lamela (ESP)           | 7.98  | 7.98 | x    | x    |      |      |      |            |
| 12        | Salim Sdiri (FRA)           | 7.94  | 7.94 | x    | x    |      |      |      |            |

## Rekord

### Världsrekord
- Mike Powell, USA - 8,95 - 30 augusti 1991 - Tokyo, Japan

### Olympiskt rekord
- Bob Beamon, USA – 8,90 - 18 oktober 1968 - Mexico City, Mexiko